# 正距円錐図法

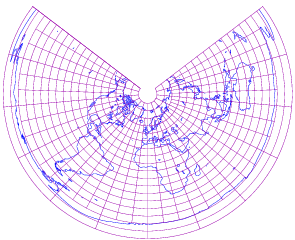
正距円錐図法

正距円錐図法 （せいきょえんすいずほう、英語: equidistant conic projection）とは、地図投影法のひとつであり、1本ないし2本の基準緯線からの距離が正しくなるように緯線を等間隔に設定した円錐図法である。このうち、基準緯線が1本のものをトレミー図法、2本のものをドリール図法という。
極は点ではなく円弧となり、その大きさは基準緯線の定め方に依存する。